# Luit

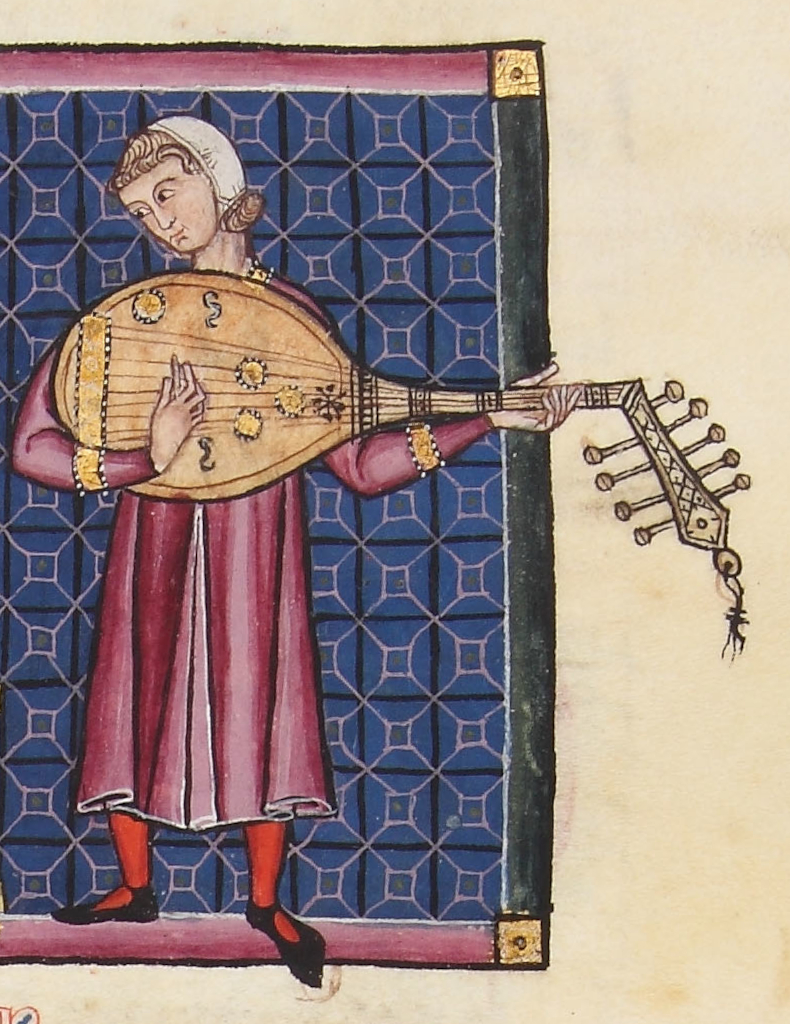
Middeleeuwse luit (Cantigas de Santa Maria, El Escorial, handschrift E).

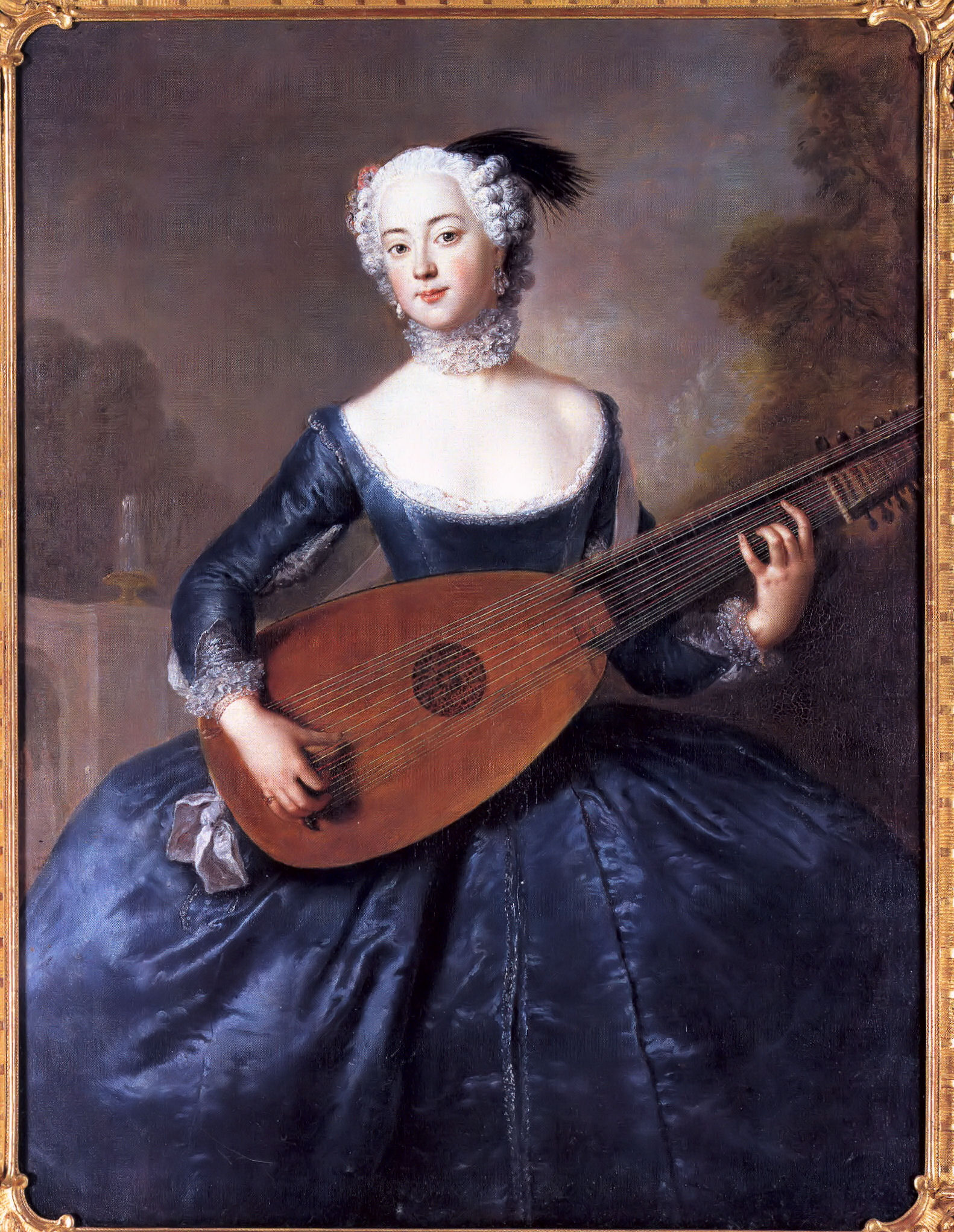
Hofdame von Keyserlinck met een barokluit (Antoine Pesne)

De luit is een meestal dubbelkorig snaarinstrument met 4 tot 13 snaren dat met de vingers wordt bespeeld. Net als bij de moderne gitaar eindigen de snaren op het bovenblad, en niet zoals bij de meeste snaarinstrumenten op de klankkast.

## Beschrijving
De luit is ontwikkeld uit het van oorsprong Arabische en Perzische snaarinstrument oed en genoot in het Europa van de late middeleeuwen, de renaissance en de barok een grote populariteit. Voorlopers van de luit werden al in de Oud-Egyptische muziek gebruikt, zo'n 2000 voor Christus. Ook in China bestond al in de oudheid een erg op de luit gelijkend instrument.
De naam van het instrument is afgeleid van het Arabische "al ud", dat het hout of het stokje betekent. De benamingen in vrijwel alle Europese talen zijn afgeleid van deze oorspronkelijke benaming (vergelijk bijvoorbeeld de: Laute, en: lute, fr: luth, hu: lant, it: liuto, pl: lutnia en es: laud). Het instrument is in Europa en het Midden-Oosten verspreid via de Moren op het Iberisch Schiereiland en door deelnemers aan de verschillende kruistochten.
In Europa maakte de luit een ontwikkeling door waarbij het aantal snaren werd uitgebreid. Tevens kreeg het instrument fretten, waardoor het spelen van akkoorden werd vergemakkelijkt (maar het maken van de Arabische microtonen niet meer mogelijk was). Vanaf circa 1500 kende de luit een grote bloei en werd er bijzonder veel muziek voor gecomponeerd. Bekende componisten zijn Francesco da Milano (1497-1543), John Dowland (1562-1626), verscheidene leden van de Gautier-dynastie (1575-1672) en Sylvius Leopold Weiss (1686-1750). In de Nederlanden waren Joachim van den Hove (1567-1620) en Nicolaes Vallet (±1583-±1645) de voornaamste componisten.
De luit wordt gekenmerkt door een bol klanklichaam, in de vorm van een overlangs doorgesneden ei, en een korte brede hals die bevestigd is aan het smalle eind van het klanklichaam. De stemknoppen zijn in een doorgaans achterovergeknikte knoppenkast aangebracht. De gebruikte materialen zijn zeer dun en bijgevolg is het instrument kwetsbaar. Een renaissance- of barokluit in ongerestaureerde, speelbare staat is een zeldzaamheid.

## Dubbelkorig
De luit is een een- of dubbelkorig snaarinstrument. De snaren worden in paren, "koren" geheten, aangeslagen. De snaren van een koor zijn gelijk gestemd of verschillen een octaaf. Het hoogste koor (de chanterelle genoemd) bestaat meestal uit één snaar, maar werd soms dubbel besnaard. Een middeleeuwse luit heeft vier koren. In de renaissance liep het aantal op van zes tot tien om in de barok uit te komen op dertien (de teorbe had er tot veertien).

## Enkele bekende luitspelers of luitisten
- Jan Akkerman (1946)
- Julian Bream (1933)
- John Dowland (ca. 1563-1626)
- Willem Cornelisz. van Duyvenbode (1542-1616)
- Gusta Goldschmidt (1913-2005)
- Rolf Lislevand (1961)
- Mehri Maftoen (jaren dertig)
- Nicholas McCarthy (1974)
- Esaias Reusner (1636-1679)
- Jozef van Wissem (1962)

## Verwante instrumenten
- aartsluit of arciliuto
- biwa (Japanse luit)
- colascione
- gambus (Maleisische luit, fretloos)
- liuto attiorbato
- mandoline (uit Napels)
- oed (Arabische luit)
- pipa (Chinese luit)
- saz
- teorbe (barokluit met verlengde hals en twee knoppenkasten in elkaars verlengde)
- chitarrone
- bouzouki (Griekse luit)